# شهرك قيراب (مقاطعة دهلران)
شهرك قيراب (بالفارسية: شهرک قیراب) هي قرية تقع في قسم اناران الريفي (مقاطعة دهلران) في إيران. يقدر عدد سكانها بـ 83 نسمة .